# Troisième genre

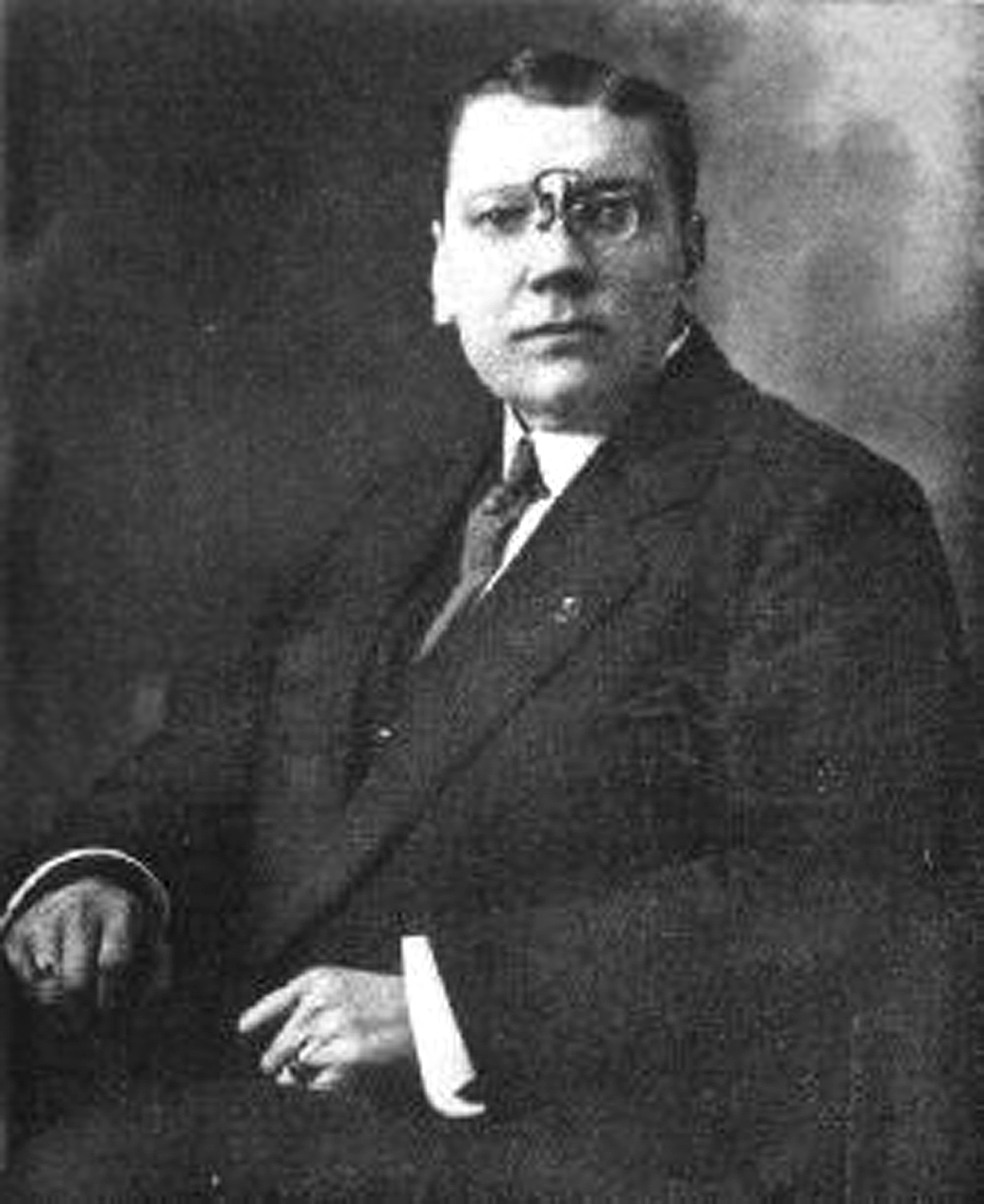
Anna P., qui vécut de nombreuses années sous une identité d'homme, prise en photo pour le livre de Magnus Hirschfeld, Sexual Intermediates, en 1922.

Les termes de troisième sexe ou troisième genre qualifient soit un individu considéré comme n'étant ni femme ni homme, ou à la fois femme et homme, ou relevant d’une catégorie dite neutre ; soit un individu appartenant à une troisième catégorie sociale dans des sociétés dont la culture connaît trois genres ou plus.
L'état de n'être ni femme ni homme peut faire référence au sexe biologique, au rôle traditionnel des sexes, à l'identité sexuelle ou à l'orientation sexuelle. Selon différentes cultures, le troisième sexe peut désigner un état intermédiaire entre la femme et l'homme ou une appartenance simultanée aux deux sexes, l'état de neutralité, la capacité à changer de sexe, ou encore une catégorie complètement séparée de femme et d’homme. Cette dernière interprétation est considérée comme la plus stricte. Selon les époques ou les contextes, le terme troisième sexe peut être utilisé pour désigner les personnes travesties, les personnes transgenres, voire les homosexuels dans leur ensemble.
Ce terme a été utilisé pour décrire les chamanes, sipiniit et enfants inversement socialisés dans la culture inuit, les Hijra d'Inde et du Pakistan, les Raerae de Polynésie, les vierges sous serment des Balkans, entre autres, et il est utilisé par certains de ces groupes pour se décrire eux-mêmes. Dans le monde occidental, les homosexuels, transgenres et intersexes ont été décrits comme faisant partie d'un troisième sexe, bien que certains contestent cette qualification.
Le terme « troisième » est habituellement compris comme « autre ». Certains anthropologues et sociologues en ont décrit un quatrième, un cinquième ou de nombreux autres parfois qualifiés de « surnuméraires ».

## Troisième genre dans les sociétés contemporaines

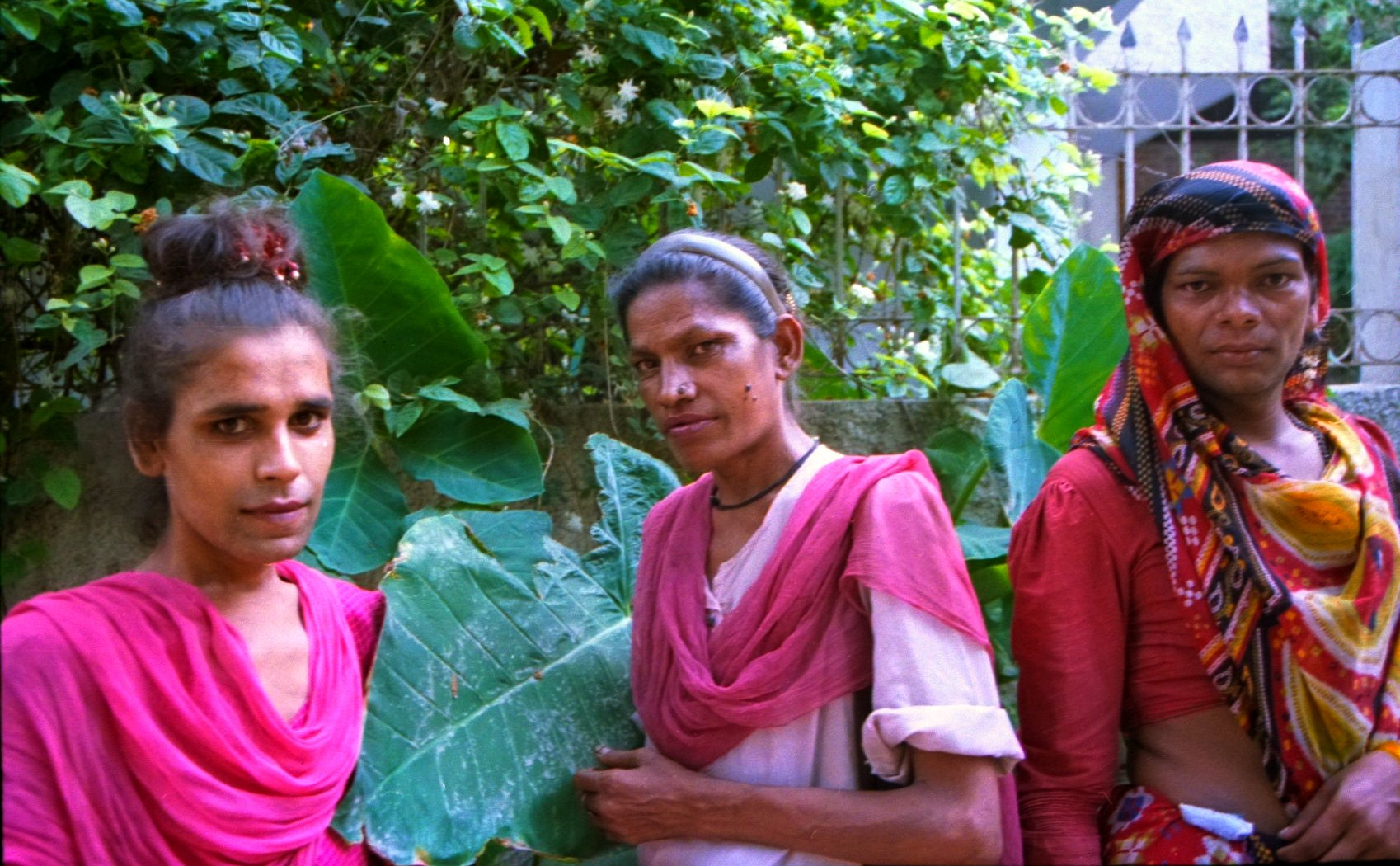
Hijra de New Delhi en 1994.

### Asie

#### Inde
Les Hijra d'Inde et du Bangladesh sont probablement les représentants du troisième sexe les mieux connus et les plus nombreux du monde contemporain. La coopérative de santé The Humsafar Trust de Bombay estime leur nombre à 5 à 6 millions en Inde. À d'autres endroits, ils sont connus sous le nom de Aravani/Aruvani ou Jogappa. Dans certaines langues (dont l'anglais, une des langues officielles de l'Inde), ils peuvent être appelés eunuques, quoiqu'ils ne soient pas nécessairement castrés. Ils peuvent être nés intersexués ou avoir des organes génitaux mâles, s'habillent à la façon des femmes et se voient généralement eux-mêmes comme ni hommes ni femmes. Environ 8 % des hijras visitant la clinique de l'institut Humsafar sont des nirwaan (castrés). La photographe indienne Dayanita Singh écrit, à propos de son amitié avec Mona Ahmed, un hijra :

« Quand je lui demandai une fois, si elle voulait aller à Singapour pour faire une opération de changement de sexe, elle me répondit : « Vous ne comprenez vraiment pas. Je suis un troisième sexe, pas un homme essayant de devenir une femme. Le problème vient de votre société, qui ne reconnait que deux sexes »

— Dayanita Singh, Mona Ahmed, Myself Mona Ahmed
En plus du rôle féminin des hijra, qui est très répandu en Inde, quelques occurrences de l'institutionnalisation de « femmes masculines » ont été notées dans l'Inde moderne. Parmi les Gaddi, vivant au pied de l'Himalaya, certaines filles adoptent le rôle de sadhin, renoncent au mariage, s'habillent et travaillent comme des hommes, mais gardent des noms féminins. Un anthropologue de la fin du XIXe siècle a noté l'existence d'un rôle similaire dans les Madras, celui de basivi. Cependant, l'historien Walter Penrose conclut que dans les deux cas, « leur statut est plus transgenre que troisième genre ».
Des associations de Hijra ont fait campagne pour la reconnaissance d'un troisième sexe et, en 2005, les formulaires de demandes de passeports indiens ont été mis à jour et se sont mis à proposer trois choix de sexe : M, F et E (pour masculin, féminin, eunuque). Le 15 avril 2014, la Cour suprême de l'Inde a reconnu l'existence d'un troisième sexe, obligeant légalement le pouvoir fédéral et les États du pays à accorder aux transgenres et eunuques les mêmes droits sociaux qu'au reste de la population.

#### Thaïlande
En Thaïlande, les khatoeys (dames-garçons) sont considérés de différentes façons par les khatoeys eux-mêmes et par les membres du public. Le chercheur Sam Winter informe que le public thaïlandais les voit à 50 % comme des hommes ayant un esprit de femme, à 35 % comme un troisième sexe et à 15 % comme des femmes nées dans un corps d'homme. Quant aux khatoeys, ils se définissent à 45 % comme femme, à 36 % comme « un deuxième genre de femme » et à 11 % comme « khatoey » (non-homme).
En 2004, l'école de technologie de Chiang Mai a réservé un espace de toilettes séparé pour les khatoeys, montrant sur la porte les symboles masculin et féminin entremêlés. Dans le reste de l'école, les khatoeys doivent porter des vêtements masculins mais peuvent porter des coupes de cheveux féminines.

#### Indonésie
Les Bugis reconnaissent cinq sexes : masculin, féminin, androgyne (bissu), homme travesti (calabai) et femme travestie (calalai)

### Monde occidental

#### Albanie
Les vierges sous serment ou vierges jurées sont des femmes albanaises qui ont choisi de vivre comme des hommes, au sein de la société patriarcale traditionnelle albanaise. Elles ont fait vœu de chasteté et elles portent actuellement uniquement des vêtements masculins. En contrepartie de ce vœu, elles bénéficient de nombre d'avantages traditionnellement réservés aux hommes. Ce fait est surtout visible en Albanie, mais il a aussi pu être observé dans d'autres pays des Balkans occidentaux, comme au Kosovo, en Macédoine, en Serbie ou au Monténégro.
Le cas des vierges sous serment fait l'objet d'un film homonyme (en italien : Vergine giurata), inspiré d'un roman de l'Albanaise Elvira Dones, écrit et réalisé par Laura Bispuri et sorti en 2015.

#### XVIIIeetXIXesiècles
Certains auteurs suggèrent qu'un troisième sexe a pu exister en Angleterre autour de 1700. Ce troisième sexe aurait été constitué par la sous-culture des employés masculins efféminés d'établissements de prostitution appelés molly house, à une époque de très grande hostilité à l'égard des hommes efféminés ou homosexuels. Ces personnes se décrivirent elles-mêmes comme appartenant à un troisième sexe au moins à partir des années 1860 avec les écrits de Karl Heinrich Ulrichs, et jusqu'à la fin du XIXe siècle avec Magnus Hirschfeld, John Addington Symonds, Edward Carpenter, Minna Wettstein-Adelt (sous le pseudonyme de Aimée Duc) et d'autres. Ces écrivains se décrivaient eux-mêmes, ainsi que les autres personnes de leur condition, comme un sexe « inversé » ou « intermédiaire » faisant l'expérience d'un désir homosexuel, dont ils appelaient par leurs écrits à une plus grande acceptation sociale. Plusieurs de ces auteurs, pour défendre leur cause, citaient des exemples similaires dans la littérature grecque classique et dans la littérature sanskrite.
En français, on trouve l'expression sous la plume de Théophile Gautier dans Mademoiselle de Maupin, qui fait dire au personnage éponyme dans une de ses lettres à son amie Graciosa "Je suis d'un troisième sexe qui n'existe pas encore". Le personnage se décrit comme l'alliance d'un corps et d'un cœur de femme, et de l'esprit et la force d'un homme.
Dans l'Allemagne de Guillaume II, les mots drittes Geschlecht (« troisième sexe ») et Mannweib (« homme-femme ») étaient également utilisés pour décrire les féministes, surtout par leurs opposants et quelquefois par les féministes elles-mêmes. En 1899, le roman Das dritte Geschlecht d'Ernst Ludwig von Wolzogen décrit les féministes comme « neutres » avec des caractéristiques extérieures féminines et une âme mâle défectueuse.

#### XXesiècle
Au cours des XIXe et XXe siècles, le terme de « troisième sexe » a été une façon de décrire les homosexuels et les non-conformistes. En Allemagne, Karl Heinrich Ulrichs, qui se bat pour que l'homosexualité ne soit plus considérée comme une maladie, plaide pour la reconnaissance des droits des homosexuels en tant que « troisième sexe » ; il appelle les homosexuels les « uraniens », et les définit comme des personnes possédant « une âme de femme dans un corps d'homme ». Magnus Hirschfeld, fondateur du mouvement homosexuel allemand, reprend les conceptions de Ulrichs. Par la suite, après les mouvements en faveur des droits des homosexuels dans les années 1970, s'est opérée une plus grande séparation des concepts d'orientation sexuelle et d'identité de genre. Le terme de troisième sexe a alors été récupéré par les mouvements de défense des homosexuels. Avec les mouvements qui ont suivi, le féminisme, le mouvement transgenre et la théorie Queer, certaines autres personnes se sont également mises à se décrire comme appartenant à un troisième sexe.

#### Époque contemporaine dans le monde occidental
Un mouvement social bien connu de personnes présentant un corps masculin mais ne s'identifiant pas aux deux genres les plus usuels est le Radical Faeries. D'autres identités modernes recoupant ce même concept, utilisées notamment en langue anglaise (mais non seulement), sont : pangenres ou bigenre en plus des déjà connus androgyne et intergenre. On parle aussi, par exemple, de personnes de genre fluide, c'est-à-dire dont l'identité de genre peut fluctuer d'une façon assez marquée selon le jour ou les circonstances, et des personnes agenres ou neutrois, qui ne s'identifient pas par rapport aux genres binaires ou qui ont le sentiment d'avoir une identité de genre neutre. Toutes ces identités sont dites des identités "non-binaires", dont le terme genderqueer est aussi un synonyme approximatif.
Le terme de transgenre, qui est souvent utilisé pour faire référence aux personnes qui changent de genre, est également utilisé pour décrire des personnes qui ne s'identifient ni au sexe masculin ni au sexe féminin. On peut citer son utilisation sur les formulaires de la Harvard Business School.

#### Chronologie contemporaine
Entre 2011 et 2013, l'Allemagne, le Portugal, le Népal le Royaume-Uni et l'Uruguay ont pris des décisions permettant d'ajouter une catégorie « transgenre » ou « X » (signifiant indéterminé ou autre) aux passeports.
Le 7 mai 2013, est votée en Allemagne une loi permettant aux enfants nés intersexués d'être enregistrés comme de sexe « indéterminé » (unbestimmt),. La loi entre en vigueur le 1er novembre suivant.
Le 2 avril 2014, la Haute Cour d'Australie autorise l'enregistrement d'une personne à l'état civil comme de « genre neutre ». Norrie May-Wellby est donc la première personne reconnue dans le pays comme appartenant au sexe neutre.
Le 17 avril 2014, la Cour suprême de l'Inde ordonne la création d'un 3e genre : « neutre » (nota : sexe se dit genre en langue anglaise). Toutefois, il est notable que la même cour confirme que l'homosexualité est un crime selon la loi indienne.
En août 2015, en France, le tribunal de grande instance de Tours a ordonné à la mairie de réécrire l'acte de naissance d'une personne en stipulant « neutre » dans la case sexe. Cette décision a été rapidement cassée, par arrêt du 4 mai 2017, la Cour de cassation constatant que la loi française s'oppose à la détermination d'un troisième sexe. Néanmoins, en droit français, une case d'un formulaire peut être laissée vide, ce qui signifie non renseigné ou indéterminé, comme l'a entériné la cour de cassation, confirmant ce qu'a relevé la cour d'appel d'Orléans, en chambres réunies.
En novembre 2017, le Tribunal constitutionnel fédéral allemand demande aux députés de voter une loi permettant la mention d'un troisième sexe. En vertu d'une loi du 18 décembre 2018, entrée en vigueur le 22 décembre suivant, il est maintenant possible d'inscrire un enfant intersexué comme soit "féminin", soit "masculin", soit "divers" soit sans indication de sexe. La loi prévoit également une procédure permettant aux personnes intersexuées de choisir entre une de ces options plus tard (et de changer éventuellement de prénom à cette occasion).
Le 19 juin 2019 la cour constitutionnelle belge censure un projet de loi « transgenre » du 25 juin 2017 qui entendait limiter à 2 cases, homme ou femme, les identifications de genre. Ce projet de loi était en réaction à des revendications anciennes d'instaurer une 3e case. Depuis, tous les formulaires belges doivent présenter 1 case à cocher parmi 3 « Sexe : Homme Femme Autre » (la terminologie genre au lieu de sexe, n'est pas pratiquée), c'est le cas par exemple du formulaire de santé publique de localisation du voyageur, obligatoire pour toute personne entrant sur le territoire belge (quelle que soit sa nationalité et sa résidence).

### Cultures indigènes d'Amérique du Nord
Les cultures indigènes d'Amérique du Nord utilisent également plusieurs sexes. Les identités de genre non conformistes sont appelées collectivement « Deux-Esprits ». Des exemples individuels se trouvent par exemple chez les peuples Winkte de la culture Lakota, les ninauposkitzipxpe (« femmes à cœur d'homme ») de la communauté amérindienne Pieds-Noirs).
Plusieurs universitaires ont débattu de la nature de ces catégories, ainsi que sur la définition d'un troisième sexe. Les différents chercheurs ont caractérisé les personnes Deux-Esprits comme transgenre, genres mélangés, genre intermédiaire ou comme un troisième ou un quatrième genre distincts des hommes et femmes. Ceux (comme Will Roscoe) qui penchent pour la dernière hypothèse indiquent que des rôles sociaux mélangés, intermédiaires ou trans ne peuvent pas être compris comme vraiment représentant un troisième genre. Un compte-rendu de la question a été donnée par l'anthropologue Jean-Guy Goulet (1996).

### Cultures indigènes d'Amérique centrale
Chez les Zapotèques de L’État d’Oaxaca (Mexique), la tradition précolombienne des Muxhe - homme adoptant, dès l’enfance, les activités, manières voire les habits des femmes-, existe toujours et est socialement acceptée voire valorisée.

### Océanie
En Océanie, notamment en Polynésie, on trouve dans plusieurs cultures des personnes assignées hommes à la naissance et qui adoptent une apparence féminine et prennent part aux activités traditionnellement dévolues aux femmes. Dans les langues polynésiennes, le terme fakafafine (et ses variantes) signifie « à la manière des femmes ».
On les retrouve aux Tonga (fakafefine et fakaleiti), aux Samoa (fa'afafine), à Wallis-et-Futuna (fakafafine), à Niue (fakafifine), aux Kiribati et à Tuvalu (binabinaaine), ou encore en Polynésie française et à Hawaï (mahu et rae rae), 'akava'ine aux îles Cook. Aux Fidji, on trouve également un troisième genre similaire, les vakasalewalewa.
Initialement décrites comme des « hommes efféminés », comparées aux berdaches ou bien classées comme ayant un troisième genre, ces personnes sont aujourd'hui décrites par l'anthropologue Niko Besnier comme étant à la frontière entre les genres (liminalité) masculin et féminin. Aujourd'hui, certaines de ces personnes se reconnaissent dans la catégorisation occidentale « transgenre », tandis que d'autres utilisent leur propre dénomination. En 2010, la militante fakafifine Phylesha Brown-Acton a créé l'acronyme MVPFAFF pour regrouper les différentes identités de genre d'Océanie.
Ces identités de genre sont un phénomène ancien  ; elles ont survécu à la colonisation et à la christianisation et sont très vivantes au XXIe siècle.

## Troisième sexe dans les sociétés historiques

### Mésopotamie
Dans la mythologie mésopotamienne, qui compte parmi les productions les plus anciennes connues de l'humanité, il y a une référence à un type de personnes qui ne sont ni hommes ni femmes. Selon le mythe de création sumérien retrouvé sur une tablette du second millénaire, la déesse Ninhursag présente un corps n'ayant ni organes génitaux mâles, ni organes génitaux femelles. Sa place dans la société, assignée par Enki, est d'être « face au roi ». Dans le mythe akkadien de Atrahasis (vers -1700), Enki demande à Nintu, la déesse de la naissance, d'établir une troisième catégorie de personnes, en addition aux hommes et aux femmes, qui comprendrait les démons qui volent les jeunes enfants, les femmes infertiles et les prêtresses qui n'ont pas le droit d'être enceintes. À Babylone, à Sumer et en Assyrie, certains types d'individus qui remplissaient un rôle religieux au service d'Inanna/Ishtar ont été décrits comme un troisième sexe. Ils pratiquaient la prostitution sacrée (hiérodule), la danse extatique, la musique et le théâtre, portaient des masques et des attributs des deux autres sexes À Sumer, le nom cunéiforme qui leur était attribué était ur.sal (« chien/homme-femme ») et kur.gar.ra (aussi décrit comme homme-femme). Les universitaires modernes, en tentant de les décrire en termes des catégories de genre contemporaines, ont utilisé les termes de « vivant comme des femmes » ou en utilisant des qualifications d'hermaphrodite, eunuque, homosexuels, travestis, hommes efféminés (entre autres).

### Égypte
Des poteries portant des écritures, datant du Moyen Empire, trouvées près de Thèbes, listent trois sexes : tai (masculin), sḫt (« sekhet ») et hmt (feminin). Sḫt est souvent traduit par « eunuque », bien qu'il n'y ait pas beaucoup d'éléments qui portent à penser que ces individus étaient castrés.

### Culture de l'Inde
Les références à un troisième sexe peuvent être trouvées dans divers textes des trois traditions spirituelles indiennes : l'hindouisme, le jaïnisme et le Bouddhisme.
Les Vedas (vers -1500 — -500 av. J.-C.) décrivent trois catégories d'individus, d'après la nature de chacun selon sa prakriti (sa nature). Le Kama Sutra (écrit vers le IVe siècle) et d'autres sources décrivent pums-prakrti (nature masculine), stri-prakrti (nature féminine), et tritiya-prakrti (troisième nature). Divers textes suggèrent qu'une troisième catégorie d'individus était connue dans l'ancienne Inde, qui concernait des individus des deux sexes biologiques aussi bien que des intersexé-e-s, et qui pouvaient souvent être reconnus dès l'enfance.
Un troisième sexe est également évoqué dans les anciennes lois, médecine, astrologie et linguistique hindoues. L'œuvre fondatrice de la loi hindoue, les Lois de Manu (vers -200 — 200) donne une explication biologique à l'existence de trois sexes : « Un enfant mâle est produit par une grande quantité de semence mâle ; si l'élément féminin prédomine, l'enfant est féminin ; si les deux quantités sont identiques, un enfant du troisième sexe ou une paire de jumeaux garçon et fille sont produits ; s'ils sont faibles ou insuffisants en quantité, il n'y a pas de conception ».
Les travaux du linguiste indien Patañjali sur la grammaire sanskrite, le Mahābhāṣya (vers -200), affirme que les trois genres grammaticaux du sanskrit proviennent des trois sexes naturels. La plus ancienne grammaire tamoul, le Tolkappiyam (IIIe siècle av. J.-C. avant notre ère) classe les hermaphrodites dans un troisième genre neutre. Dans l'astrologie Jyotish, chacune des neuf planètes reçoit un des trois genres. Le troisième genre, tritiya-prakrti, est associé aux planètes Mercure, Saturne, et en particulier la lune décroissante, Ketu. Dans les textes du Pourâna, il y a également une référence à trois sortes de deva de la musique et de la danse : les apsara (féminins), les gandharva (mâles) et les kinnars (neutres).
Les deux grands poèmes épiques sanscrits, le Ramayana et le Mahabharata indiquent également l'existence d'un troisième sexe dans la société indienne ancienne. Certaines versions du Ramayana l'explicitent : le héros Rāma partit en exil dans la forêt. Arrivé au milieu de son chemin, il découvrit que la plupart des habitants de son village d'Ayodhya l'ont suivi. Il ordonna aux hommes et aux femmes de retourner chez eux. Ceux qui n'étaient ni l'un ni l'autre restèrent. Quand Rama revint de son exil des années plus tard, ils étaient toujours là.
Le héros Arjuna devient également membre du troisième sexe pendant un an.
Dans la Vinaya bouddhique, codifiée dans sa forme présente vers le IIe siècle avant notre ère, et réputée être issue de la tradition orale depuis Gautama Bouddha lui-même, quatre principaux sexes sont reconnus : mâles, femelles, ubhatobyanjanaka (personnes ayant une double nature) et pandaka (personnes de différentes natures sexuelles non usuelles, traduisant peut-être à l'origine une déficience dans les capacités reproductives masculines). Alors que la tradition Vinaya se développait, le terme de pandaka s'est mis à désigner une large gamme d'individus de troisième sexe, notamment intersexués, qu'ils soient à corps masculin ou féminin et présentant des caractéristiques physiques ou comportementales qui étaient jugées incohérentes avec les canons de l'identité masculine ou féminine.

### Culture méditerranéenne

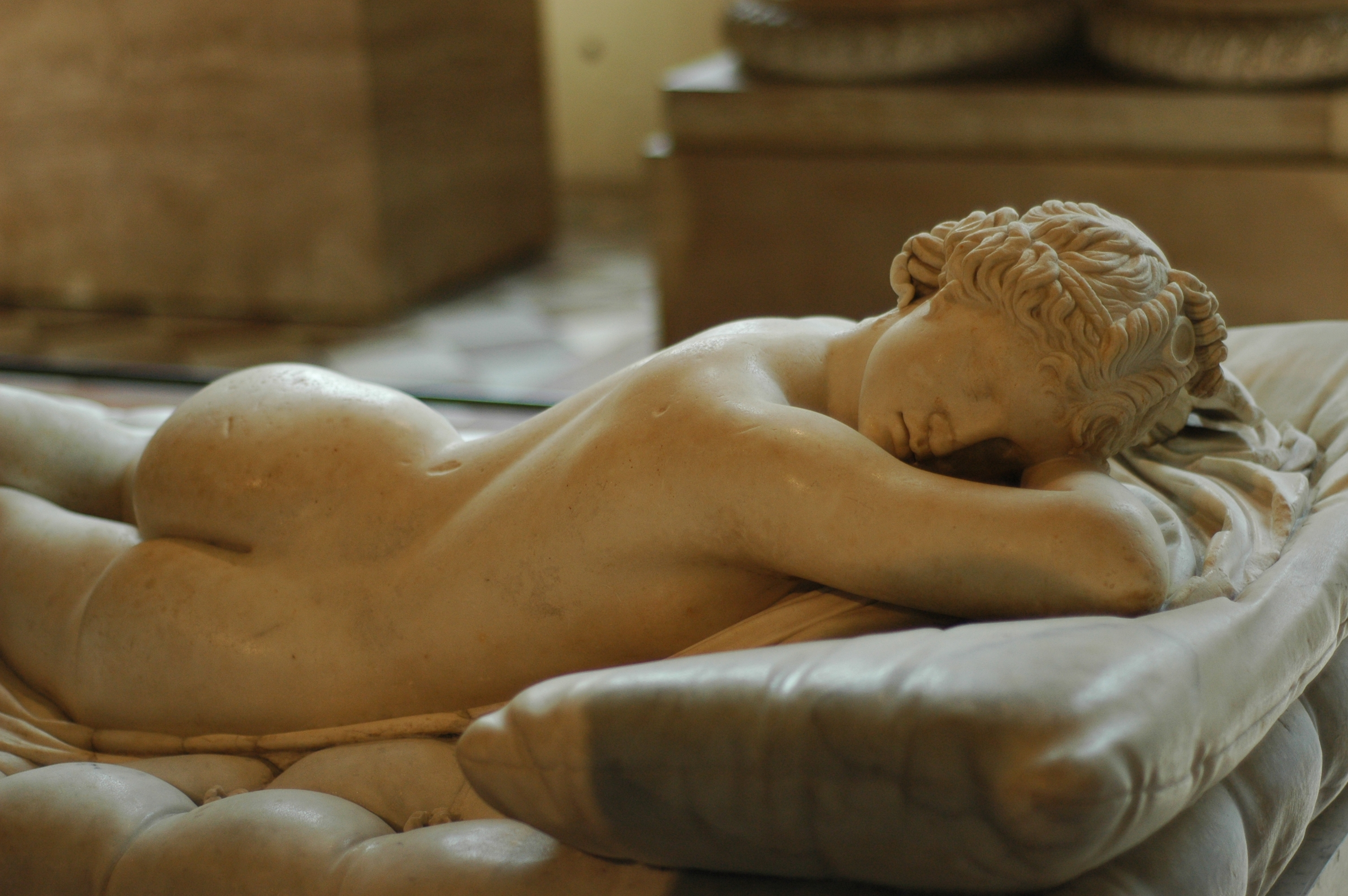
Hermaphrodite endormi, copie romaine du IIe siècle d'après un marbre grec hellénistique. Le matelas est du Bernin, l'ensemble est exposé au musée du Louvre.

Dans Le Banquet de Platon (écrit vers le IVe siècle avant notre ère), Aristophane relate un mythe de création mettant en jeu trois sexes : mâle, femelle et androgyne, qui furent coupés en deux par Zeus. Les hétérosexuels contemporains correspondent aux androgynes coupés en deux, cherchant leur seconde moitié.
Plusieurs auteurs ont interprété les « eunuques » du monde antique de la Méditerranée orientale comme un troisième sexe qui occupait un espace liminal entre les femmes et les hommes et perçu dans sa société comme ni l'un ni l'autre. Dans l'Histoire Auguste, le corps eunuque est décrit comme tertium genus hominum (troisième genre humain). En -77, un eunuque nommé Genucius s'est vu refuser des biens laissés pour lui en héritage, sur la base de la mutilation dont il s'est affligé (amputatis sui ipsius) et du fait qu'il n'était ni un homme ni une femme (neque virorum neque mulierum numero). Plusieurs auteurs ont argumenté que les eunuques de la Bible hébraïque et du Nouveau Testament étaient perçus, à leur époque, comme un troisième genre, plutôt que les interprétations plus récentes d'hommes émasculés ou d'une métaphore de la chasteté.
Tertullien semble indiquer que Jésus de Nazareth aurait été eunuque. Tertullien a également noté l'existence de trois sexes. Il se référait peut-être aux galles, prêtres de Cybèle, qui selon plusieurs auteurs latins appartenaient à un troisième sexe. À travers l'histoire, les ecclésiastiques chrétiens ayant fait vœu de chasteté ont également été compris comme appartenant à un troisième sexe, et comparés aux eunuques bibliques.

### Amériques
L'ancienne civilisation maya a pu reconnaitre un troisième sexe, d'après l'historien Matthew Looper. Looper note en particulier la divinité androgyne du maïs et la divinité masculine de la lune et l'iconographie et des inscriptions où des dirigeants représentent ou s'incarnent dans ces divinités. Il suggère que le troisième sexe pourrait inclure des individus berdache ayant des rôles particuliers comme celui de guérisseur ou de devins
L'anthropologue et archéologue Miranda Stockett note que plusieurs auteurs ont ressenti le besoin d'utiliser plus de deux genres, dans leurs études des cultures de l'Amérique précolombienne et conclut que les Olmèques, les Aztèques et les Mayas comprenaient « plus de deux sortes de corps et plus de deux sortes de genres. » (« more than two kinds of bodies and more than two kinds of gender ». L'anthropologue Rosemary Joyce partage cette interprétation et écrit que « le genre était un potentiel fluide, pas une catégorie fixe, avant l'arrivée des Espagnols. L'apprentissage de l'enfance et les rituels dessinaient un genre adulte, sans pour autant le fixer, et ce dernier pouvait compter mâle, femelle, un troisième genre et des formes de sexualité alternatives. Au sommet de l'époque classique, les chefs mayas pouvaient avoir tout un éventail de possibilités de genre, en se vêtant de costumes et en jouant le rôle d'homme ou de femme à l'occasion de cérémonies d'État » Joyce note que plusieurs représentations artistiques mésoaméricaines présentent des organes sexuels mâles et une poitrine féminine. Elle suggère également que d'autres représentations possédant poitrine et de hanches mais aucun caractère sexuel (primaire ou secondaire) pourrait être un troisième sexe, un genre ambigu ou une androgynie.
Le spécialiste en culture des Andes Michael Horswell a écrit que des participants du troisième sexe au rituel chuqui chinchay (une divinité jaguar de la mythologie inca) étaient des acteurs essentiels des cérémonies des Andes, avant l'arrivée des Espagnols. Il indique que « ces chamanes quariwarmi (hommes-femmes) servaient de médiateurs entre les deux sphères dualistes de la cosmologie des Andes et de la vie de tous les jours. Ils opéraient par des rituels qui requéraient parfois des pratiques érotiques envers des représentants du même sexe. Leur aspect travesti servait de marqueur visible d'un troisième espace entre le masculin et le féminin, le présent et le passé, le vivant et le mort. Leur présence shamanique évoquait des forces créatives souvent représentées dans la mythologie andine. Richard Trexler (en) indique que les premiers Espagnols présents dans les Andes avaient conscience de la présence de ce troisième sexe. Il précise que des hommes, habillés en femmes depuis leur enfance et imitant les femmes sous tous aspects, pouvaient avoir des relations sexuelles avec des chefs à l'occasion de fêtes ou de rituels.